# Asura floccosa
Asura floccosa är en fjärilsart som beskrevs av Walker 1864. Asura floccosa ingår i släktet Asura och familjen björnspinnare. Inga underarter finns listade i Catalogue of Life.